# La Fausse Maîtresse
Pour les articles homonymes, voir La Fausse Maîtresse (homonymie).
La Fausse Maîtresse est un roman d’Honoré de Balzac paru en 1841 dans le journal Le Siècle, puis publié en volume en cinq chapitres dans l’édition Furne 1842 dans les Scènes de la vie privée des Études de Mœurs de La Comédie humaine.
Écrit à la hâte dans une période de rapports difficiles de Balzac avec Mme Hańska, le roman est un plaidoyer sur la nécessité d’une « fausse aventure » (celles, nombreuses, que l’auteur avait) pour cacher au monde son véritable amour (la comtesse). Un peu « tarabiscoté » dans le style, l’œuvre n’en offre pas moins le charme, l’ambiance et le mystère de La Fille aux yeux d'or, bien que, cette fois-ci, il s’agisse d’un homme passionnément dévoué à un autre homme, d’une passion désintéressée, qui ne demande aucune contrepartie.

## Thème
Thadée Paz, noble polonais désargenté, devenu l’intendant et factotum du comte Adam Laginski, son compagnon de guerre, est une version masculine de Lisbeth Fischer, la cousine Bette, mais, lui, est pétri de bonté, bien qu’il soit une sorte de parent pauvre vivant dans l’ombre du comte Laginski. Clémentine du Rouvre, épouse du comte, perçoit dans cet être étrange une espèce de mystère. Homme à tout faire, économe et omniprésent, il saura sauver la situation financière du couple lorsque le mari se ruinera au jeu et, par ses soins inlassables, sauvera la vie de celui que la médecine disait perdue. Éperdument dévoué à son ancien compagnon d'arme qui lui a sauvé la vie et pris d'une passion aussi absolue que parfaitement secrète et platonique pour l'épouse de celui-ci, le comte Thaddée Paz n'hésitera pas, pour détourner de lui le sentiment qu'il sent naître chez Clémentine du Rouvre, à monter tout un stratagème pour lui faire croire qu'il a pour maîtresse une écuyère de cirque. 
Dans ce livre éminemment mondain, on retrouve les figures importantes des salons parisiens : Diane de Maufrigneuse, Mme de Portenduère (Ursule Mirouët), Marie-Angélique de Vandenesse, Florine, qui apparaît aussi dans La Cousine Bette, Malaga, écuyère de cirque (également dans La Cousine Bette), qui, de fausse maîtresse du comte Paz, devient la véritable maîtresse du comte Laginski.
Autres personnages importants : le marquis de Ronquerolles, oncle de Clémentine, à laquelle il assure un financement généreux, Mme de Sérisy (tante de Clémentine, que l’on trouve aussi dans Splendeurs et misères des courtisanes), et l’inévitable dandy, Maxime de Trailles, qui hante La Comédie humaine d’un roman à l’autre.

### Adaptation au cinéma
- La Fausse Maîtresse d'André Cayatte, en 1942.
- Voir également : Films basés sur l'œuvre d'Honoré de Balzac